# M'Rirt
M'Rirt (arabiska: مريرت) är en stad i Marocko. Den ligger i provinsen Khénifra och regionen Béni Mellal-Khénitra, 150 km sydost om huvudstaden Rabat. Antalet invånare var 42 730 vid folkräkningen 2014.